# Örménygyökér
Az örménygyökér vagy örvénygyökér, pompás peremizs (Inula helenium) az őszirózsafélék (Asteraceae) családjába, az őszirózsaformák (Asteroideae) alcsaládjába tartozó növényfaj. További elnevezései: örményfű, örvényfű. Dél- és Délkelet-Európától Közép-Ázsia területéig őshonos, de sokfelé elvadult, meghonosodott. Magyarországon többek közt a Cserhátban, valamint a Börzsönyben fordul elő.

## Jellemzése
Nagy termetű évelő növény, amelynek elágazó szára több mint 1 méter magasra nő. Széles lándzsa alakú, szürkés-molyhos fonákú, egyenlőtlenül fogazott levelei vannak. Alsó levelei hosszú levélnyelűek, a felső levelek ülők, szárölelő vállúak. Aranysárga virágai 6–7 cm széles fészekvirágzatot alkotnak; a 3–4 cm-es keskeny nyelves virágok, és a csöves virágok színe is sárga. Erőteljes, vastag gyökértörzsén sok oldal- és hajszálgyökeret találunk. Kaszattermése bóbitás. Magyarországon védett növény.

## Tartalmi anyagai
Szeszkviterpén-, például alantolakton-tartalmú illóolajokat, poliineket, inulint (a növény tudományos nevéből származik a vegyület neve) tartalmaz.